# クルスク (原子力潜水艦)
クルスク（ロシア語: Атомная подводная лодка «Курск»、ロシア語で「原子力潜水艦クルスク」、識別番号К-141）は、ロシア海軍の949A型Антей（アンテーイ、ロシア語で「アンタイオス」）巡航ミサイル原子力潜水艦（NATOコードネーム:
オスカーII型）。ソヴィエト社会主義共和国連邦崩壊後初めて完成した艦艇の一隻で、ロシア海軍北方艦隊に配備されたが、2000年8月12日にバレンツ海で事故により沈没し全乗員の生命とともに失われた。艦名は、史上最大の戦車戦である1943年のクルスクの戦いの舞台となったロシアの都市クルスクから名づけられた。

## 建造
クルスクの建造は1992年、アルハンゲリスク近郊のセヴェロドヴィンスクで始まった。1994年に進水し、同年12月に就役した。この艦はソヴィエト時代に設計・承認された、最後から2番目のオスカーII型原子力潜水艦である。

## 性能
アンテーイの設計はソヴィエトの原子力潜水艦技術の極致を体現している:22–23。同型は史上最大の攻撃型潜水艦であり:22–23、アメリカ合衆国の空母打撃群全体を打ち負かすために建造された。この艦はオスカーI型から全長が10m伸ばされていた。上級将校は個室を持っており、全ての乗組員は艦内運動場を利用することができた。
艦体外殻は厚さ8.5mmのニッケル・クロム含有率の高いステンレス鋼からなり、非常に良好な耐腐食性を持ち、アメリカ合衆国の磁気探知（MAD）システムによる探知を妨げる役割を果たす微弱な磁気特性を備えていた。外殻と厚さ50.8mmの耐圧殻の間には200mmの空間があった。この艦は最長120日間の持続潜航が可能なよう設計され、艦の上部構造は北極の氷を突破する航行に耐えられるよう強化されていた。
この艦は24本のP-700 グラニート巡航ミサイルと、艦首に533mm魚雷発射管4門、650mm魚雷発射管2門を装備していた。グラニートミサイルは550kmの射程を持ち、20km以上の高度で超音速巡航することができた。このミサイルは敵船団に群がり自動識別能力で各個の目標を選択するよう設計され、最終誘導段階では目標めがけて急降下するものであった。魚雷発射管は魚雷と対艦ミサイルのどちらも射程50kmで発射可能だった。兵装には西側の最も優れた艦艇防空力をも破るよう設計されたSS-N-16 スタリオン（RPK-6及び7に共通するNATOコードネーム）対艦ミサイルが含まれていた。65-76「キート」魚雷は空母一隻を沈めることができるほどに強力な450kg弾頭を搭載していた。ミサイルと魚雷はどちらも核弾頭の搭載が可能だった。
クルスクはロシアの北方艦隊の所属だが、その北方艦隊は1990年代に予算削減に苦しんだ。艦隊の潜水艦の多くはムルマンスクから100kmにあるザーパドナヤ・リッツァ軍港に固定され、錆つくがままとなった。艦全体の維持管理作業はほとんど行われず、捜索救難装備を含む最も不可欠な前線装備の維持管理が行われたにすぎなかった。北方艦隊の水兵は1990年代半ばには給料が支払われなくなった。

## 配備
運用された5年間で、クルスクはたった1つの任務しか完遂しなかった。その任務は1999年夏の間、コソボ紛争に反応するアメリカ合衆国第6艦隊の監視のため地中海に6ヶ月にわたり配備されるというものだった:215。完遂した任務が1つしかない原因は燃料のための資金不足である。結果として、クルスクの乗員の多くは海上での勤務時間が短く経験不足だった。

## 海軍演習と事故
クルスクは2000年8月10日より"Summer-X"演習に参加した。この演習はロシア海軍によって計画された、ここ10年以上の間で初となる大規模海軍演習である。艦隊旗艦ピョートル・ヴェリーキイ、攻撃型潜水艦4隻、そして小型艦艇の小艦隊を含む総計30隻の艦艇が参加した。乗組員たちはその素晴らしい働きにより最近表彰を受け、北方艦隊で最も優れた潜水艦乗組員として認められていた。"Summer-X"は演習だったが、この時クルスクは戦闘兵器を満載していた。クルスクは兵器を常に持ち運ぶことを許可された数少ない艦艇の1隻だったのである。

### 爆発
演習初日、クルスクは模擬弾頭を搭載したグラニートミサイルを首尾より発射した。2日後の8月12日朝、クルスクは演習用魚雷をキーロフ級ミサイル巡洋艦ピョートル・ヴェリーキイに向けて発射する準備をしていた。これらの演習用魚雷は爆発性の弾頭を搭載せず、標準的な魚雷よりも低い品質基準で製造、試験されていた。2000年8月12日現地時間11:28(07:28 UTC)、発射準備中に爆発が発生した。この事故に関するロシア海軍の最終報告書は、爆発はクルスクの過酸化水素を燃料とする65-76魚雷の1本の損傷が原因と結論づけた。後の調査では魚雷の推進燃料として使われる高濃度過酸化水素 (HTP) が、魚雷の不完全な溶接個所から漏れ出したとの結論が出た。クルスクは北緯69度40分 東経37度35分 / 北緯69.667度 東経37.583度、セヴェロモルスクから135kmの地点の比較的浅い海に沈み、水深108mの海底に着底した。最初の爆発から135秒後の2度目の爆発は、TNT換算で3tから7tに相当した。爆発により艦体には大きな穴が開き艦首の3つの区画が崩壊して、乗艦していた118名の乗組員のうち23名を除く95人が死亡または行動不能になった:208。

### 救助の試み
アメリカ、イギリス、ノルウェーの各海軍が支援を申し出たが、当初ロシアはすべての支援を拒否した。ロシア自身での救助活動は13日のクルスク発見直後から開始され、14日にはミサイル巡洋艦を含む22隻を動員し大規模な活動を開始、15日には潜航艇や救難チャンバーを装備した救難輸送艦「ルドニツキー」「カリパティー」が現場に到着し、救助活動を開始している。しかしながら、クルスクの艦体は50度以上傾いて着底していたうえ、荒天や強い潮流、軟弱地盤による海水の濁りもあって救助は難航。特に大傾斜した艦体は問題で、これほどの傾斜に対応可能な潜航艇はロシア海軍になく、世界でもイギリス海軍のLR-5しか存在しなかった。結局、16日にロシア政府はイギリスとノルウェーに支援を要請し、19日に救難チームが現場に到着したが、生存者の救助には至らなかった。
クルスクの乗員118名（准士官以上・下士官兵の合計）は全て殉職した。ロシア海軍省は当初、乗組員の大多数は爆発後数分以内に死亡したと公表していたが、8月21日、ノルウェーとロシアの潜水士は第9区画にある艦尾のタービン室で24体の遺体を発見した。ドミトリー・コレスニコフ大尉は艦の沈没後にその区画で生きていた23名の乗組員の名前を列挙したメモを書き残していた。
クルスクは、緊急時に二酸化炭素を吸収し化学作用によって酸素を放出する目的で使用される化学酸素発生装置の超酸化カリウムのカートリッジを艦載していた。しかしながらカートリッジは海水に汚染され、結果として生じた化学反応が利用可能な酸素を消費する突発的な火事を引き起こしてしまった。調査によって数名の乗組員が水中に飛び込むことで一時的に火災を生き延びたことが明らかになった。これは隔壁上の火災痕跡から、その時点で水が腰の高さまであったことが分かったためである。最終的に、火災を生き延びた乗組員も窒息によって死亡した。
118人が死亡した原子力潜水艦沈没事故であったが、当局は即座に情報を公開しなかった。ロシア大統領ウラジーミル・プーチンはこの事故について直ちに知らされていたが、状況は制御できており救助が今にも始まると海軍から説明を受けていた。彼は黒海に面したソチの大統領保養地で休暇を終えるまで5日間待機した。大衆とメディアは海辺の保養地に留まるというプーチンの行動を非難し、それまで非常に好意的であった評価は劇的に落ち込んだ。大統領の対応が無情に思われ、また政府の行動は無能に見えた。1年後、プーチン大統領は「私はおそらくモスクワへ帰ってくるべきだったのだろうが、事態は何も変わらなかっただろう。ソチにいてもモスクワにいても私は同程度の情報を得ただろうが、宣伝的観点から言えば私は帰ろうとする特別な熱情を示すこともできただろう」と語った。

## 潜水艦の回収
オランダ企業マムートとスミット・インターナショナーレからなる合弁企業は艦首を除いて艦を引き揚げる契約をロシアと結んだ。彼らは半潜水式重量物運搬船「ジャイアント4」を改造し、これによって「クルスク」を引き揚げ、乗組員の遺体を回収した。
2001年の引き揚げ作業期間に、引き揚げチームはまず炭化タングステンを表面に散りばめたケーブルを糸鋸のように使用して艦体から艦首を切り離した。この工具は水素などの爆発しやすい気体の残存溜りに点火してしまう火花を発生させる可能性を有していたため、作業は慎重に行われた。切断後の艦首の大部分は放棄された。艦の残余は重量物運搬船から下ろしたアンカーを複数艦体に打ち込んだ後、ワイヤーで引き揚げる手法を取った。引き揚げ後は法科学による分析のためセヴェロモルスクに曳航され浮き乾ドックに設置された。
2003年初頭に造船所で燃料を抜き取ったのち、残りの「クルスク」の原子炉区画はロシアのコラ半島北部に位置するサイダ湾に曳航された。この湾は50基以上の原子炉区画が埠頭に浮かぶ場所である。その後、艦の残りはばらばらに解体された。
艦首の魚雷と魚雷発射管の破片の一部は回収され、残りは2002年に爆破破壊された。

## 公式調査結果
他国艦艇との衝突によるものだとする海軍のしぶとい主張を最終的に押しのけ、政府が公表した報告書はこの事故を、高濃度の過酸化水素であるHTPが魚雷の不完全な溶接個所から漏れ出した際に発生した魚雷爆発によるものとした。報告書により、最初の爆発で魚雷室区画が破壊され第1区画にいた全員が死亡したことが判明した。爆風は第2区画へ、そしておそらくは空調通気口を通って第3、第4区画へも到達した。第2区画に位置する戦闘指令所にいた36名は全員爆風で、行動不能になり死亡したと思われる。最初の爆発は区画内の室温を2,700℃以上にまで上昇させる火災を引き起こした。この熱でさらに5本から7本の魚雷の弾頭が誘爆し、TNT換算で2tから3tの爆発を引き起こした。この爆発はヨーロッパ中の地震計でマグニチュード4.2と計測され、はるか遠くアラスカでも検知された。

### 異なる解釈
ヴァレリー・リャザンツェフ海軍中将は政府の公式結論とは意見を異にしていた。彼は乗組員に誤った兵器の取り扱いをさせる原因となった不十分な訓練、劣悪な整備、そして監察の不備を引き合いに出した。破壊された潜水艦の調査の間、 調査官たちはHTP魚雷装填に関する、一部が焼けた安全指示書を回収したがこの指示書は明らかに異なる種類の魚雷仕様であり、空気弁の検査のために不可欠な行程を記載していなかった。第1潜水小艦隊と第7分艦隊は、共に「クルスク」乗組員のHTP魚雷発射の技能と備えを一度も監察しなかった。「クルスク」の乗組員はHTP駆動魚雷の取り扱いに関しても発射に関しても、事前の経験はなく訓練も受けていなかった。経験不足と訓練不足、それに輪をかける不十分な監察と管理のせいで、そして演習用魚雷装填の際に誤った指示書に従ったために、「クルスク」の乗組員は爆発へとつながる一連の事件を引き起こしてしまったのだろうとリャザンツェフは考えている:35。